# Unserdeutsch
Unserdeutsch (v překladu „naše němčina“, též rabaulská kreolská němčina nebo rabaulština) je kreolský jazyk, kterým mluví asi 100 lidí. Vznikla v sirotčinci na Papua Nové Guineji, která tehdy byla německou kolonií Německá Nová Guinea, kdy mezi německé děti byly dány děti guinejské. Většina mluvčích tohoto jazyka žije na Papui Nové Guineji, někteří však žijí i v Austrálii. Tento jazyk postupně mizí. Většina mluvčích jazyka je bilingvní, většinou hovoří ještě dalším jazykem. Jazyk vznikl smísením němčiny, místních jazyků a byl ovlivněn i jazykem tok pisin. Jedná se o jediný kreolský jazyk na bázi němčiny, i když se sem někdy řadí namibijská černá němčina.

## Ukázka Unserdeutsch
"I bezeugen, O mein Gott, Du has geschaffen mi, fi erkennen du und fi beten zu du. I bezeugen in diese Moment mein Schwäche und dein Mach, mein Armut und dein Reichtum. Is ni ein anders Gott, nur Du, de Helfer in Gefahr, de Selbstbestehender."
Pro srovnání němčina:
"Ich bezeuge, o mein Gott, dass du mich geschaffen hast, dass ich dich erkenne und zu dir bete. Ich bezeuge in diesem Moment meine Schwäche und deine Macht, meine Armut und deinen Reichtum. Es gibt keinen anderen Gott, nur dich, den Helfer in der Gefahr, den, der von selbst besteht."